# NGC 4631
NGC 4631 (Caldwell 32) est une galaxie spirale barrée relativement rapprochée, vue par la tranche et située dans la constellation des Chiens de chasse. NGC 4631 a été découverte par l'astronome germano-britannique William Herschel en 1787. NGC 4631 est aussi appelée la galaxie de la Baleine.

## Description
La vitesse de NGC 4631 par rapport au fond diffus cosmologique est de 873 ± 18 km/s, ce qui correspond à une distance de Hubble de 12,9 ± 0,9 Mpc (∼42,1 millions d'al).
NGC 4631 a été utilisée par Gérard de Vaucouleurs comme une galaxie de type morphologique SB(s)d sp ou Sc sp dans son atlas des galaxies,.
La classe de luminosité de NGC 4631 est IV et elle présente une large raie HI. Elle renferme également des régions d'hydrogène ionisé. La luminosité de la galaxie NGC 4631 dans l'infrarouge lointain (de 40 à 400 µm)  est égale à 1,26 × 1010 {\displaystyle L_{\odot }} (1010,10{\displaystyle L_{\odot }}) et sa luminosité totale dans l'infrarouge (de 8 à 1 000 µm) est de 1,66 × 1010 {\displaystyle L_{\odot }} (1010,22{\displaystyle L_{\odot }}).
À ce jour, 18 mesures non basées sur le décalage vers le rouge (redshift) donnent une distance de 5,097 ± 1,537 Mpc (∼16,6 millions d'al), ce qui est nettement à l'extérieur des valeurs de la distance de Hubble. Étant donné la proximité de cette galaxie avec le Groupe local, cette valeur est fort probablement plus près de la distance réelle de cette galaxie.

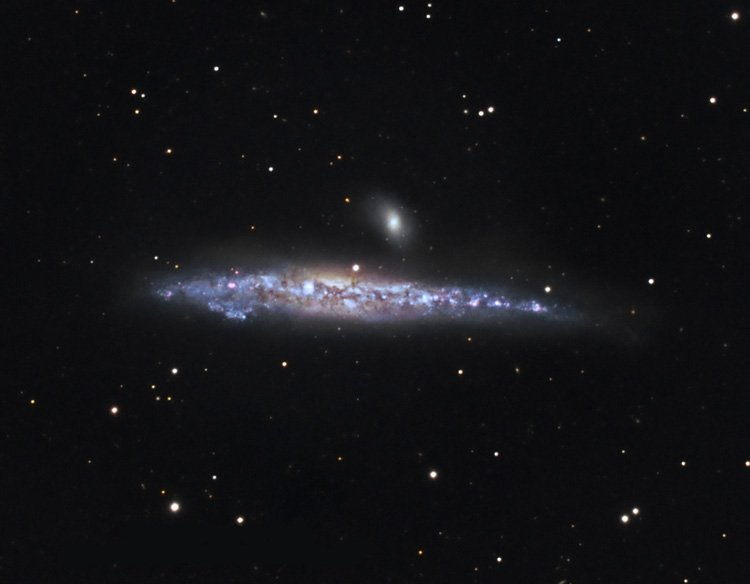
NGC 4631 et NGC 4627 par un astronome amateur. On voit assez bien sur cette image la queue de marée de NGC 4627 qui pointe en direction opposée de NGC 4631.
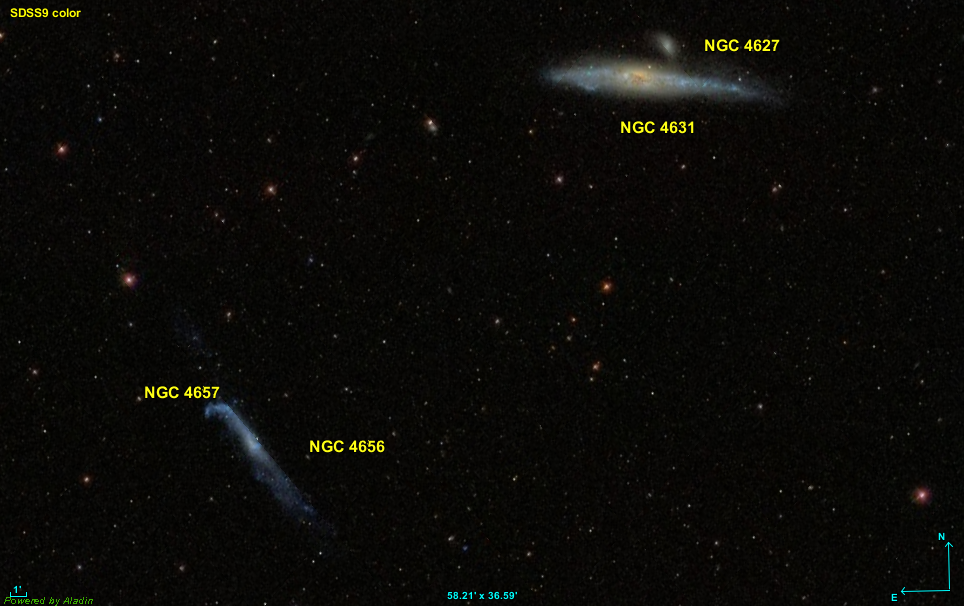
NGC 4631 et NGC 4656 forment un couple de galaxies en interaction gravitationnelle.

## Trois galaxies en interaction
NGC 4627, NGC 4631 et NGC 4656 sont en interaction gravitationnelle entre elles,,,. NGC 4631 et NGC 4656 forment aussi une paire de galaxies en interaction gravitationnelle. NGC 4656 est à environ un demi-degré au sud-est et pourrait être à seulement un demi-million d'années-lumière de NGC 4631 si l'on tient compte des incertitudes sur la distance des deux galaxies. Selon E.L. Turner, les galaxies NGC 4627 et NGC 4531 forment une paire de galaxies rapprochées.
Une étude réalisée au milieu des années 1970 révèle qu'une grande quantité d'hydrogène neutre a été détecté à une distance allant jusqu'à 12 kpc (39 000 d'a.l.) au-dessus du plan de la galaxie, avec une structure complexe joignant NGC 4631 et NGC 4656. Des images de NGC 4656 montrent des zones géantes de courant de marée. Le courant possède deux ponts s'étendant entre NGC 4631 et NGC 4656 ainsi qu'une autre zone sur le côté opposé. Ensemble, ces deux composantes s'étendent sur plus de 85 kpc. Cependant, l'orientation du courant sud-est par rapport aux orientations de NGC 4631 et de NGC 4656 n'est pas cohérente avec une origine interactive entre ces deux galaxies. Il est plus probable que ces débris proviennent d'une rencontre avec une petite galaxie satellite, comme le montre une simulation numérique à N corps d'une galaxie naine.
NGC 4627 et NGC 4631 figurent dans l'atlas des galaxies particulières de Halton Arp sous la cote Arp 281. Arp décrit NGC 4631 comme un exemple de galaxie ayant un compagnon présentant une queue de marée opposée.

## Caractéristiques

### Sursaut d'étoiles
NGC 4631 renferme des régions de sursaut d'étoiles, c'est-à-dire des régions de formation d'étoiles intenses. De nombreuses taches bleues visibles sur l'image du télescope spatial Hubble montrent la présence de plusieurs jeunes étoiles massives et chaudes. Des émissions de l'hydrogène ionisé ainsi que la présence de poussière interstellaire chauffée par les radiations de ces étoiles témoignent aussi de cette intense activité.
La longévité de ces étoiles massives est de courte durée et les supernovas sont nombreuses dans cette galaxie. Il y a eu tellement de supernovas dans le centre de NGC 4631 qu'elles ont projeté des gaz hors du disque de la galaxie. Les données rayons X captées par le télescope spatial Chandra montrent la présence de ces vents dans le halo de NGC 4631. Les observations réalisées par le satellite ROSAT ont montré que les radiations proviennent à des distances pouvant aller jusqu'à environ 8 kpc (∼26 100 al) au-dessus du disque. Les rayons X les plus intenses proviennent du halo à environ 3 kpc au-dessus du disque. Les rayons X dans le halo sont bordés de deux filaments étendus d'onde radio.

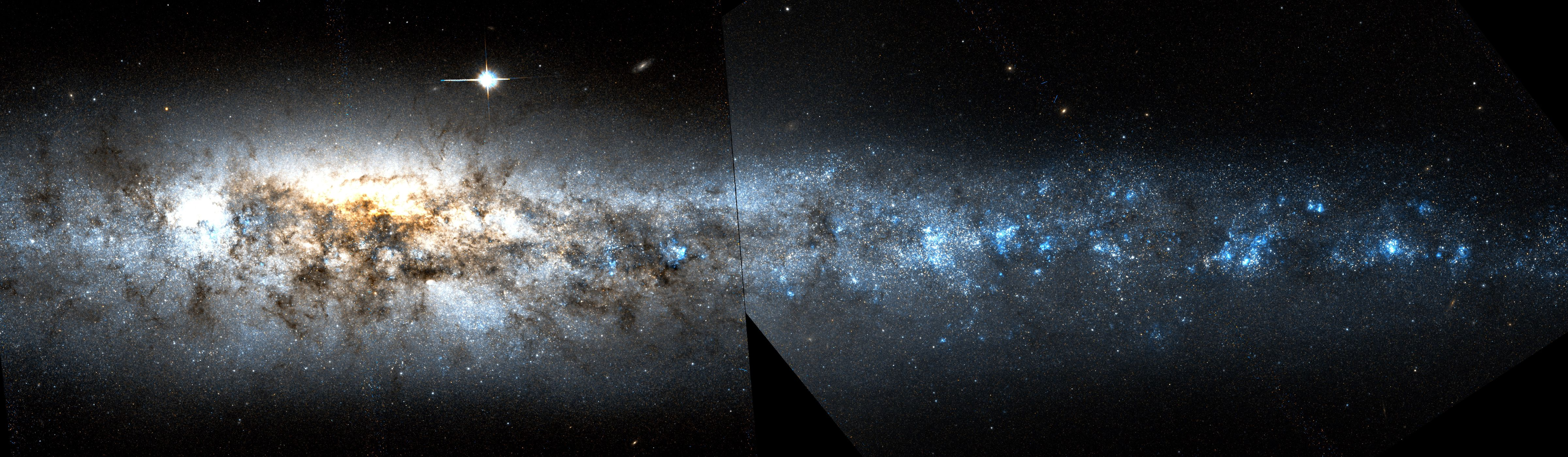
Mosaïque de NGC 4631. (télescope spatial Hubble).

### Champ magnétique
Toutes les galaxies spirales vues par la tranche observées jusqu'à présent ont un champ magnétique global similaire qui consiste en un champ parallèle au disque galactique et un champ en forme de X à une distance plus grande du disque. Seul NGC 4631 semble doté d'un champ magnétique différent dans le disque, car dans la région centrale de la galaxie, il semble perpendiculaire au disque. Grâce à des données captées en onde radio avec le Very Large Array, on a pu déterminer que NGC 4631 possède un champ magnétique cohérent à grande échelle dans son halo,. Cependant, ces mêmes observations ont montré que l'orientation du champ magnétique dans la zone centrale de 5 à 7 kpc est aussi parallèle au disque comme dans les autres galaxies spirales vues de face observées à ce jour.

## Groupe de NGC 4631
Selon A.M. Garcia, la galaxie NGC 4631 fait partie d'un groupe de galaxies qui porte son nom. Le groupe de NGC 4631 compte au moins 14 membres. Les autres membres sont NGC 4150, NGC 4163, NGC 4190, NGC 4214, NGC 4244, NGC 4308, NGC 4395, NGC 4656, IC 779, MCG 6-28-0, UGC 7605, UGC 7698, UGCA 276.
Abraham Mahtessian mentionne aussi le groupe de NGC 4631, mais il n'y figure que cinq galaxies. En plus de NGC 4935, de NGC 4631 et de NGC 4656, deux autres galaxies non présentes dans la liste de Garcia y figurent, soit NGC 4509 et NGC 4627.

## Galerie

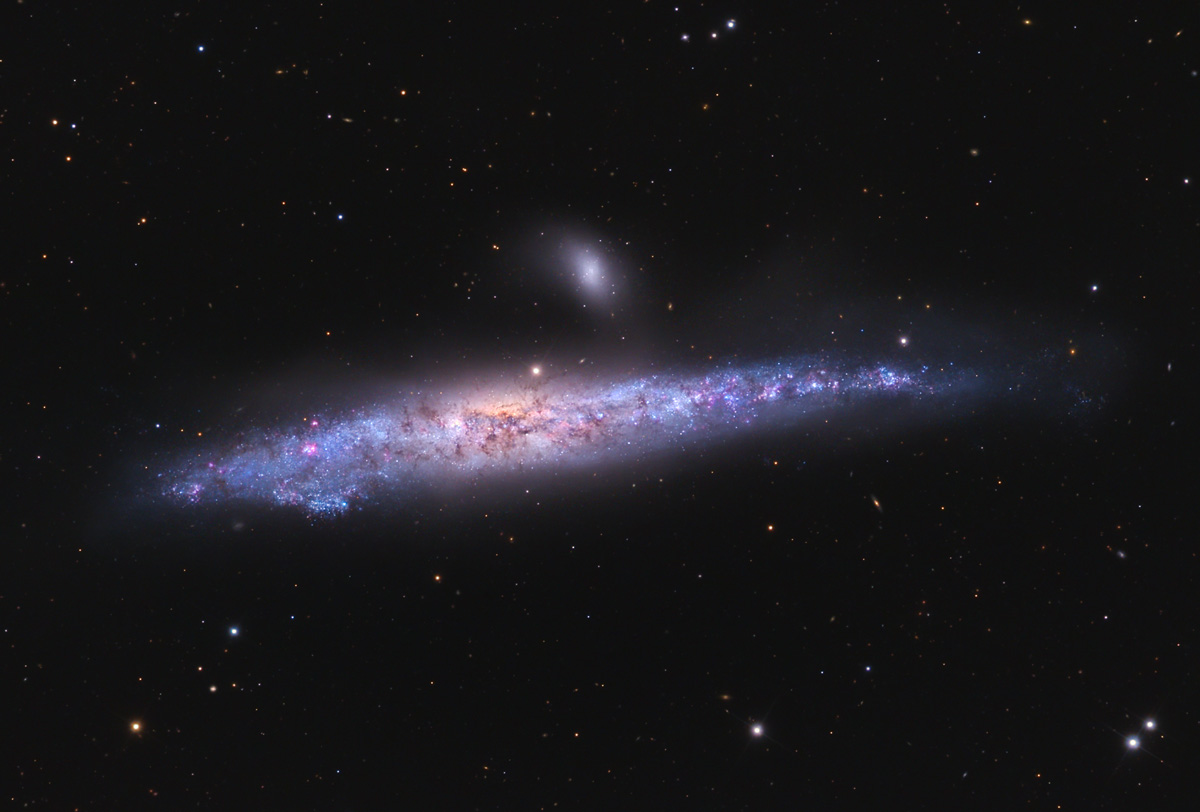
par Adam Block (Observatoire du mont Lemmon/Université de l'Arizona).
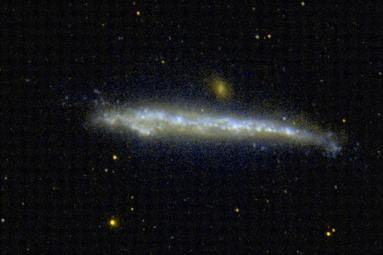
NGC 4631 en ultraviolet par GALEX.
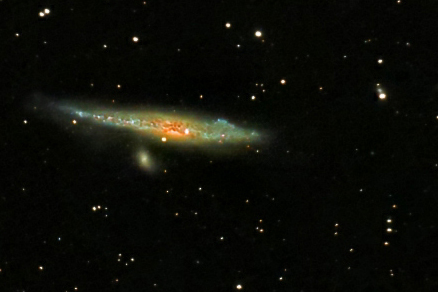
NGC 4631 par l'astronome amateur Scott Anttila.
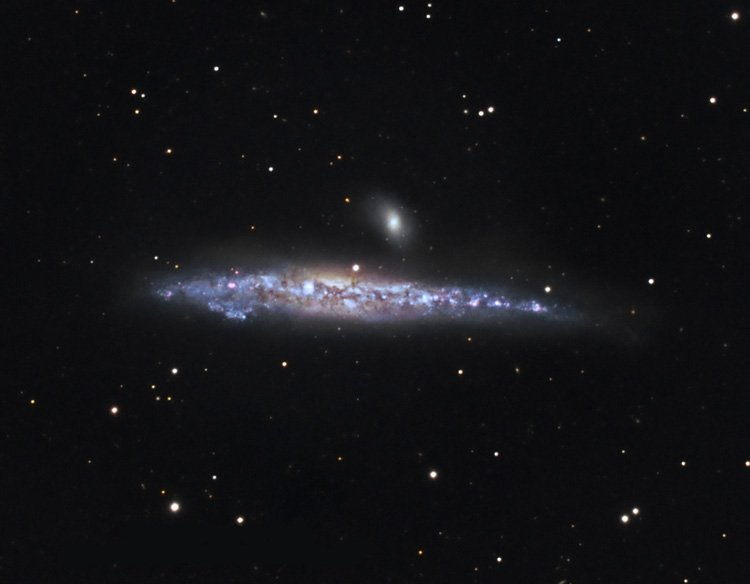
Autre photo amateur de NGC 4631. (STARGAZER OBSERVATORY)